# Luca Ronconi
Luca Ronconi (* 8. März 1933 in Sousse, Tunesien, Französisch-Nordafrika; † 21. Februar 2015 in Mailand) war ein italienischer Theaterregisseur.

## Leben
Luca Ronconi, geboren in Tunesien, wo seine Mutter Literatur unterrichtete, absolvierte bis zu seinem Diplom eine Ausbildung zum Schauspieler an der Accademia d’Arte Drammatica in Rom. Danach wirkte er in Inszenierungen von Luigi Squarzina, Orazio Costa oder Michelangelo Antonioni mit. Seit 1963 erste Erfahrungen als Regisseur. Sein internationaler Durchbruch gelang Ronconi 1969 mit Orlando Furioso nach Ariost. Diese Arbeit wurde nicht nur italienweit, sondern auch weltweit auf Gastspielen gezeigt. 1973 entstand auch eine Filmversion unter Ronconis Regie.
Zwischen 1975 und 1977 leitete Ronconi die Theatersektion der Biennale von Venedig. 1979 gründete und leitete er fortan ein Theaterlaboratium in Prato. Von 1989 bis 1994 leitete er das Teatro Stabile in Turin, anschließend wurde er zum Direktor des Teatro di Roma bestellt. Anfang 1999 wurde er Nachfolger von Giorgio Strehler als künstlerischer Leiter des Piccolo Teatro in Mailand.
Ronconi galt neben Strehler als der wichtigste italienische Regisseur des 20. Jahrhunderts. Seine Inszenierungen zeichneten sich durch intellektuell exakt durchdrungene Konzeptionen aus, die sich auch in den zumeist aufwendigen Bühnenbauten reflektieren – Protagonist eines „Armen Theaters“ ist dieser Regisseur nicht. Regelmäßig stellte Ronconi Produktionen vor, die räumliche – etwa in Industriebauten – oder zeitliche – durch Überschreitung der gewohnten Aufführungsdauer – Grenzen ignorierten. Die Bedeutung des Bühnenbilds für seine Inszenierungen führte Ronconi zur Zusammenarbeit mit den wichtigsten italienischen Szenografen, darunter Pier Luigi Pizzi, Luciano Damiani oder Ezio Frigerio. Von besonderer Bedeutung war in dieser Hinsicht auch die Kooperation mit der Architektin Gae Aulenti, die er zur Schaffung von Ausstattungen inspirierte und heranzog.
Seine Arbeiten galten einem breit gestreuten Repertoire, das von der Renaissance bis in die Moderne reichte, wobei sein wiederholt manifestiertes Interesse dem Theater der Antike galt. Neben zahlreichen Inszenierungen in Italien arbeitete Ronconi wiederholt an bedeutenden Schauspielhäusern in Österreich (Wiener Burgtheater, Salzburger Festspiele, Wiener Festwochen), Schweiz (Schauspielhaus Zürich) oder Frankreich (Comédie-Française).
Seit den späten 1960ern war Ronconi als Opernregisseur aktiv. Auch hier widmete er sich einem Repertoire, das von Claudio Monteverdi über Wolfgang Amadeus Mozart und Richard Wagner bis zu Karlheinz Stockhausen reichte. Ronconi hat sich hier stets zu einem anti-realistischen Musiktheater bekannt, das er im Gegensatz zu den Prinzipien des Sprechtheaters angesiedelt sah. Eine psychologische Fundierung der darstellerischen Leistungen von Opernsängern war ihm unwichtig, er versuchte vielmehr das jeweilige Werk in einen Kontext mit der Entstehungszeit sowie der derzeitigen Situation zu bringen. In Die Walküre von Richard Wagner verortete er das Geschehen in von Natur und Industrie bedrängten Interieurs des 19. Jahrhunderts, und Il viaggio a Reims von Gioachino Rossini zeigte ein von Paparazzi umlagertes, sich in anarchistische Lustigkeit rettendes Opernstartheater.
Im Rahmen der Olympischen Winterspiele 2006 war Ronconi für einen Teil des kulturellen Rahmenprogramms zuständig. Unter dem Titel Domani (Morgen) wurden in Zusammenarbeit mit dem Teatro Stabile von Turin auf verschiedenen Schauplätzen fünf Stücke aufgeführt, an denen 68 Schauspieler beteiligt waren: Troilus und Cressida von Shakespeare (2. Februar bis 11. März); Kriegsspiele von Edward Bond (3. Februar bis 12. März); Il silenzio dei Comunisti (Das Schweigen der Kommunisten) von Vittorio Foa, Miriam Mafai, Alfredo Reichlin; Lo specchio del diavolo (Der Spiegel des Teufels) nach einem Text von Giorgio Ruffolo (6. Februar bis 5. März); Biblioetica. Dizionario per l’uso (Biblioethik. Wörterbuch zum Gebrauch) von Gilberto Corbellini, Pino Donghi, Armando Massarenti (14. Februar bis 12. März).
Für den Maggio Musicale Fiorentino in Florenz inszenierte Ronconi eine neue Produktion von Giuseppe Verdis Falstaff (Dirigent Zubin Mehta) (Premiere 12. Mai 2006). Im Herbst 2006 gestaltete Ronconi für das Turiner Teatro Regio eine Neuinszenierung von Giacomo Puccinis  Turandot (Premiere 10. Oktober). Dabei wurde aus Protest gegen die Subventionskürzungen für die italienischen Theater auf Bühnenbild und Kostüme verzichtet. Die Bühne wurde lediglich durch ihre bereits vorhandene technischen Einrichtungen variiert (etwa durch Versenkungen), außerdem wurde ein Hebekran eingesetzt, dazu kam ein ausgefeiltes Lichtdesign. Die Sänger agierten in Alltagskleidung.
1998 wurde Ronconi von Sergio Escobar zum künstlerischen Leiter des Piccolo Teatro di Milano ernannt und mit dem Europäischen Theaterpreis ausgezeichnet, 2008 erhielt er den Antonio-Feltrinelli-Preis.

## Regiearbeiten (Auswahl)
- Richard III. (Shakespeare, Bühnenbild Mario Ceroli, Turin 1968),
- Das Käthchen von Heilbronn (Kleist, Zürich 1972),
- Die Bakchen (Euripides, Bühnenbild und Kostüme Pizzi, Wiener Burgtheater 1973)
- Die Walküre (Wagner, Bühnenbild und Kostüme Pizzi, Dirigent Wolfgang Sawallisch, Mailänder Scala 1974)
- Die Vögel (Aristophanes, Bühnenbild und Kostüme Damiani, Burgtheater 1975),
- Orestie: Erster Teil: Agamemnon, Zweiter Teil: Choephoren (Aischylos: Bühnenbild und Kostüme Damiani, Burgtheater 1976),
- Wozzeck (Alban Berg, Bühnenbild Aulenti, Dirigent Abbado, Mailand 1977),
- Die Wildente (Henrik Ibsen, Bühnenbild Aulenti, Kostüme Vera Marzot, Prato 1977),
- Norma (Bellini, Dirigent Riccardo Muti, Maggio Musicale Fiorentino 1978),
- Der Turm (Hugo von Hofmannsthal, Bühnenbild Aulenti, Prato 1978),
- Zum grünen Kakadu / Komtesse Mizzi oder Der Familientag (Arthur Schnitzler, Kostüme Karl Lagerfeld, Genua 1978),
- Opera (Luciano Berio, Bühnenbild Aulenti, Nanterre 1979),
- Macbeth (Verdi, Bühnenbild und Kostüme Damiani, Dirigent Giuseppe Sinopoli, Deutsche Oper Berlin 1980),
- Medea (Euripides, Zürich 1981),
- Donnerstag aus Licht aus dem Opernzyklus Licht von Karlheinz Stockhausen (Bühnenbild Aulenti, Dirigent Péter Eötvös, Mailand 1981),
- Les Troyens (Hector Berlioz, Bühnenbild Frigerio, Kostüme Lagerfeld, Mailand 1982),
- Phädra (Jean Racine, Prato 1984),
- Samstag aus Licht (Stockhausen, Bühnenbild Aulenti, Dirigent Stockhausen, Mailand 1984),
- Il viaggio a Reims (Rossini, Bühnenbild und Kostüme Aulenti, Dirigent Claudio Abbado, Rossini Opera Festival Pesaro 1984, Mailänder Scala 1985, Wiener Staatsoper 1988, Ferrara 1992; 2005 Wiederaufnahme mit neuen Kostümen von Giovanna Buzzi und dem Dirigenten Rani Calderon am Theatre de la Monnaie Brüssel),
- Orfeo (Luigi Rossi, Mailänder Scala 1985),
- Komödie der Verführung (Schnitzler, Prato 1985),
- Ignorabimus (Arno Holz, Prato 1986),
- Der Kaufmann von Venedig (Shakespeare, Paris 1987),
- Fetonte (Niccolò Jommelli, Mailänder Scala 1988),
- Das Märchen vom Zar Saltan (Nikolai Rimski-Korsakow, Bühnenbild Aulenti, Kostüme Giovanna Buzzi, Dirigent Wladimir Fedossejew, Reggio Emilia 1988),
- Besucher (Botho Strauß, Rom 1989),
- Der Schwierige (Hofmannsthal, Turin 1990),
- Die letzten Tage der Menschheit (Karl Kraus, Turin 1990),
- Ricciardo e Zoraide (Rossini, Bühnenbild Aulenti, Dirigent Riccardo Chailly, Pesaro 1990),
- Maß für Maß (Shakespeare, Turin 1992),
- Il trovatore (Verdi, Bühnenbild Palli, Kostüme Gabriella Pescucci, Dirigent Sinopoli, München 1992),
- Elektra (Strauss, Bühnenbild Aulenti, Kostüme Buzzi, Dirigent Sinopoli, Mailand 1994),
- Die Riesen vom Berge (Pirandello, Bühnenbild Margherita Palli, Kostüme Moidele Bickel, Salzburg 1994),
- König Lear (Shakespeare, Bühnenbild Aulenti, Kostüme Rudy Sabounghi, Rom 1995),
- Heute abend wird aus dem Stegreif gespielt (Pirandello, Wiener Festwochen 1998),
- Don Giovanni (Mozart, Bühnenbild Palli, Kostüme Marianne Glittenberg, Salzburg 1999),
- Das Leben ist ein Traum (Calderon de la Barca, Mailand 2000),
- Moïse et Pharaon (Rossini, Bühnenbild Gianni Quaranta, Dirigent Muti, Mailand 2003),
- L’Europa riconosciuta (Salieri, Dirigent Muti, Mailand, 2004)
- Professor Bernhardi (Schnitzler, Bühnenbild Palli, Kostüme Gianluca Sbicca, Simone Valsecchi, Mailand 2005),
- Il barbiere di Siviglia (Rossini, Bühnenbild Aulenti, Kostüme Buzzi, Dirigent Daniele Gatti, Pesaro 2005).
- Domani (Bühnenbild Tiziano Santi, Kostüme Silvia Aymonino, Simone Valsecchi, Gianluca Sbicca, Licht Guido Levi, Turin 2006)
- Turandot (Giacomo Puccini, Licht Andrea Anfossi, Dirigent Lü Jia, Teatro Regio Turin 2006)
- Il trittico (Puccini, Dirigent Chailly, Bühnenbild Palli, Kostüme Aymonino, Mailänder Scala 2008)